# Presidente da República de Cuba
O Presidente da República de Cuba é o chefe de Estado e de governo da República de Cuba.
Pela Constituição de 1976, este é eleito, juntamente ao Conselho de Estado, pela Assembleia Nacional do Poder Popular, o órgão legislativo do país, por um período de cinco anos reelegíveis. O presidente também é o chefe do Conselho de Ministros.
De acordo com a Constituição de 1976, o Presidente tem o dever de desempenhar fielmente seu cargo, manter a independência da nação e defender e fazer ser defendida a Constituição e as leis, tal como determina o juramento que ele presta antes de assumir suas funções.
O atual presidente de Cuba é Miguel Díaz-Canel, que assumiu o governo em 2018, após a renúncia de seu antecessor e titular, Raúl Castro, que já governava o país há 10 anos. 
Formalmente, a presidência era um órgão colegial denominado Consejo de Estado y Su Presidente (Conselho de Estado e Seu Presidente). Esta é a denominação geral da máxima autoridade do poder executivo de Cuba, desde a Constituição de Guaimáro (1869). No entanto, em 2019, a com a entrada em vigor de uma nova Constituição, o Conselho de Estado passou a ser um órgão separado do Presidente da República, que se manteve como órgão máximo do país.

## Evolução do Cargo
De 1869 até 1878, e de 1895 a 1898, durante os últimos anos da colônia espanhola, o Presidente da República de Cuba em armas foi a mais alta autoridade executiva em tempo de guerra, em todos os territórios libertados pela independência, sem que houvesse um estado independente. 
De 1902 a 1906, e de 1909 até 1976, o Presidente da República de Cuba era o chefe de Estado na república presidencial, primeiro; e do governo revolucionário, com início em 1959. 
Entre 1940 e 1959, o Presidente era assistido pelo Conselho de Ministros, para o qual nomeava um Primeiro-Ministro. 
Desde 1959, o Conselho de Ministros liderado por Fidel Castro, em defesa da Lei Fundamental, que alterou a Constituição de 1940, atribuiu ao presidente funções meramente representativas. Em 1976, com a promulgação da nova constituição, Fidel Castro elegeu-se presidente, tendo sido reeleito ininterruptamente por 32 anos, sem contar os anos de ministério, que totalizariam 49 anos no poder. Em seu governo, o cargo de Primeiro-Ministro foi abolido.
Em 2008, Fidel Castro renunciou à presidência de Cuba, devido à problemas de saúde. Nisso, o irmão dele e vice-presidente, Raúl Castro, assumiu o governo cubano provisoriamente, e em fevereiro, definitivamente.